# International Livestock Research Institute

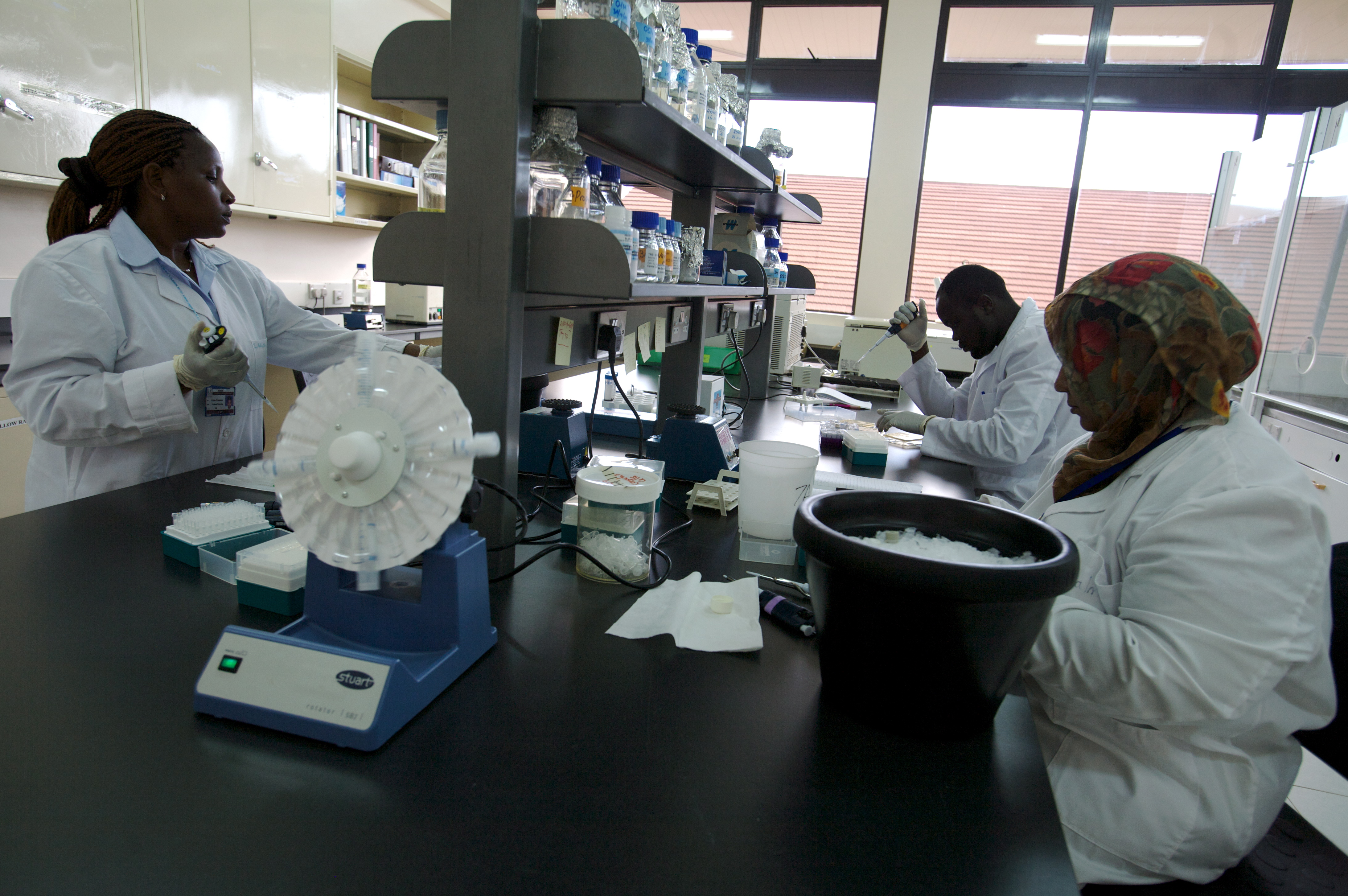
Wissenschaftler arbeiten in einem Labor des International Livestock Research Instituts in Nairobi, Kenia. Unter vielen anderen Gebern finanziert Australien ILRI durch das australische Zentrum für Internationale Agrarforschung (ACIAR), um die afrikanische Nahrungsmittelsicherheit zu verbessern.

Das International Livestock Research Institute (ILRI) ist ein unabhängiges Forschungsinstitut mit Hauptsitz in Nairobi, Kenia. Seine Forschungsschwerpunkte liegen bei Krankheiten von Nutztieren in Entwicklungsländern, der Entwicklung von Diagnostikmöglichkeiten und Impfstoffen dagegen sowie der Produktivitätssteigerung und Erhaltung der genetischen Vielfalt von Nutztierrassen. Das ILRI ist Mitglied der  Consultative Group on International Agricultural Research (CGIAR) und wird sowohl von dieser als auch von weiteren öffentlichen und privaten Geldgebern finanziert.
Das Institut entstand 1994 durch den Zusammenschluss zweier Vorläuferinstitute, des International Lifestock Centre for Africa (ILCA) in Addis Abeba, Äthiopien und des International Laboratory for Research on Animal Diseases (ILRAD) in Nairobi. Neben dem Hauptsitz in Nairobi unterhält das ILRI weiterhin einen bedeutenden Standort in Addis Abeba, zudem Büros in Ost- und Westafrika, Süd- und Südostasien, China und Zentralamerika. Das ILRI beschäftigt über 700 Mitarbeitende aus rund 40 Ländern.